# Blu-Tack

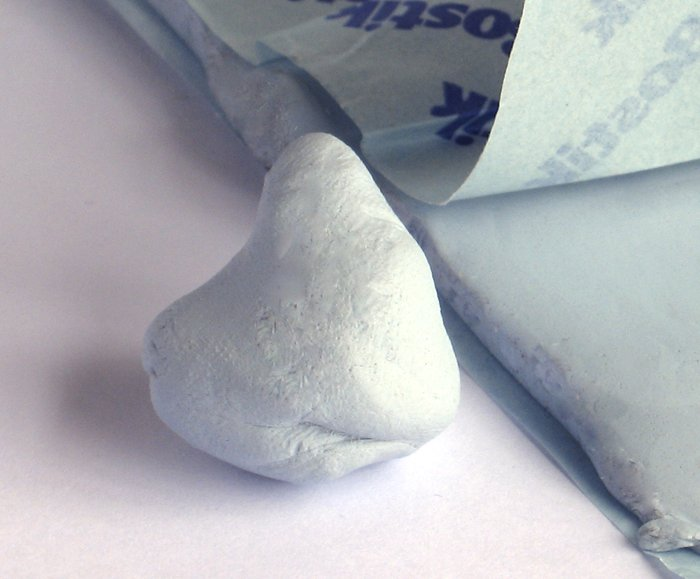
Una muestra de Blu-Tack.

Blu-Tack (literalmente del inglés, Tachuela Azul) es una masilla adhesiva reutilizable y sensible a la presión, fabricada y comercializada por la empresa Bostik. Generalmente se usa para pegar papeles sobre superficies, pero puede servir para fijar cualquier objeto ligero. La versión original del producto era de color azul, pero actualmente se encuentra disponible en diversos colores. Según el propio fabricante, en superficies porosas, después de un largo período Blu-Tack puede dejar una ligera mancha que en muchos casos se elimina con quitamanchas.

## Historia
En 1970, el investigador Alan Holloway estaba trabajando en Waterlooville (Inglaterra) para el fabricante de materiales selladores Ralli Bondite. Sin querer, Holloway creó un producto que no funcionaba como sellador, pero que era maleable y parcialmente elástico.[cita requerida] El nuevo producto fue mostrado por los directivos de Ralli Bondite a los ejecutivos de otra empresa fabricante de materiales selladores y adhesivos, y se describió como un medio para fijar avisos a la pared. No hubo necesidad de mantener la fórmula en secreto, ya que no era útil como sellador apto para ser usado con pistolas de calafatear, el tipo de sellador que fabricaba Ralli Bondite.[cita requerida] Al principio no se percibió el potencial de este material, hasta que Bostik emprendió estudios de investigación para el desarrollo de un producto que finalmente lanzarían al mercado como Blu-Tack. En su fase conceptual el producto era de color blanco, pero debido al miedo surgido durante los estudios de marketing en cuanto a la posibilidad de que los niños lo confundieran con dulces comestibles, se tiñó de color azul.
En marzo de 2008, en el Reino Unido, Blu-Tack cambió de color por primera vez desde 1971: pasó del azul al rosa para ayudar a recaudar dinero para una campaña para luchar contra el cáncer de pecho. Se pusieron a la venta 200.000 unidades, el 10% del precio de las cuales iría dirigido a la asociación benéfica. En aquella ocasión la fórmula fue alterada ligeramente para ser totalmente compatible con su equivalente azul. Desde entonces, ha habido muchas variantes en el color, y hemos podido encontrar Blu-Tack de color verde, blanco y rojo, entre otros.
En octubre de 2009, Bostik puso en marcha un concurso para "Crear el siguiente anuncio de Blu-Tack" que sería utilizado en su campaña publicitaria del año 2010, con motivo del cuadragésimo aniversario de la marca Blu-Tack.

Desde el año 2012, la empresa PLICO lo distribuye en España, tanto su versión original en color azul, como su versión más reciente en color blanco.

## Productos similares
En Sudáfrica Blu-Tack se comercializa como Prestik.
Podemos encontrar productos similares de otros fabricantes como: 
- Tack-it de Faber-Castell.
- PrittTak, Sticky Stuff y Sticky Fix de Pritt.
- Tac 'N Stick y Elmer's Tack (de color naranja) de Elmer's Products Inc.
- White Tack (de color blanco) de UHU o de Apli

## Usos
Blu-Tack es usado también para realizar esculturas. La artista Elizabeth Thompson creó una escultura de 200 kilogramos de peso con la forma de una araña usando Blu-Tack, al que dio forma sobre un marco de alambre. La escultura estuvo expuesta en el zoo de Londres en el 2007 y para realizarla necesitó 4.000 paquetes del producto. Otros artistas han creado obras mediante este material, y hay una gran comunidad mundial de apasionados usuarios de Blu-Tack que crean pequeñas obras de arte y piezas de animación stop motion.  El sitio web británico de Blu-Tack demuestra un vivo interés en estas actividades y tiene un apartado especial dedicado a ellas.